# Heike Kamerlingh Onnes

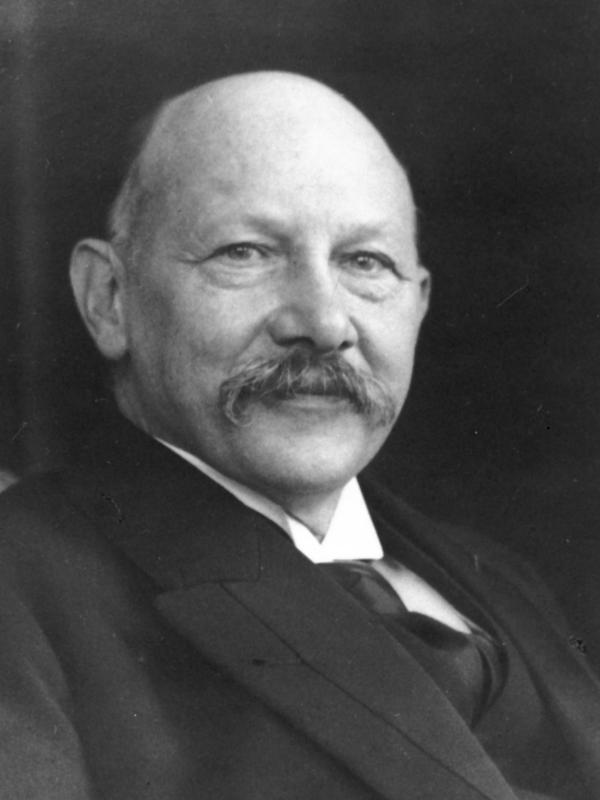
Heike Kamerlingh Onnes (vor 1926)

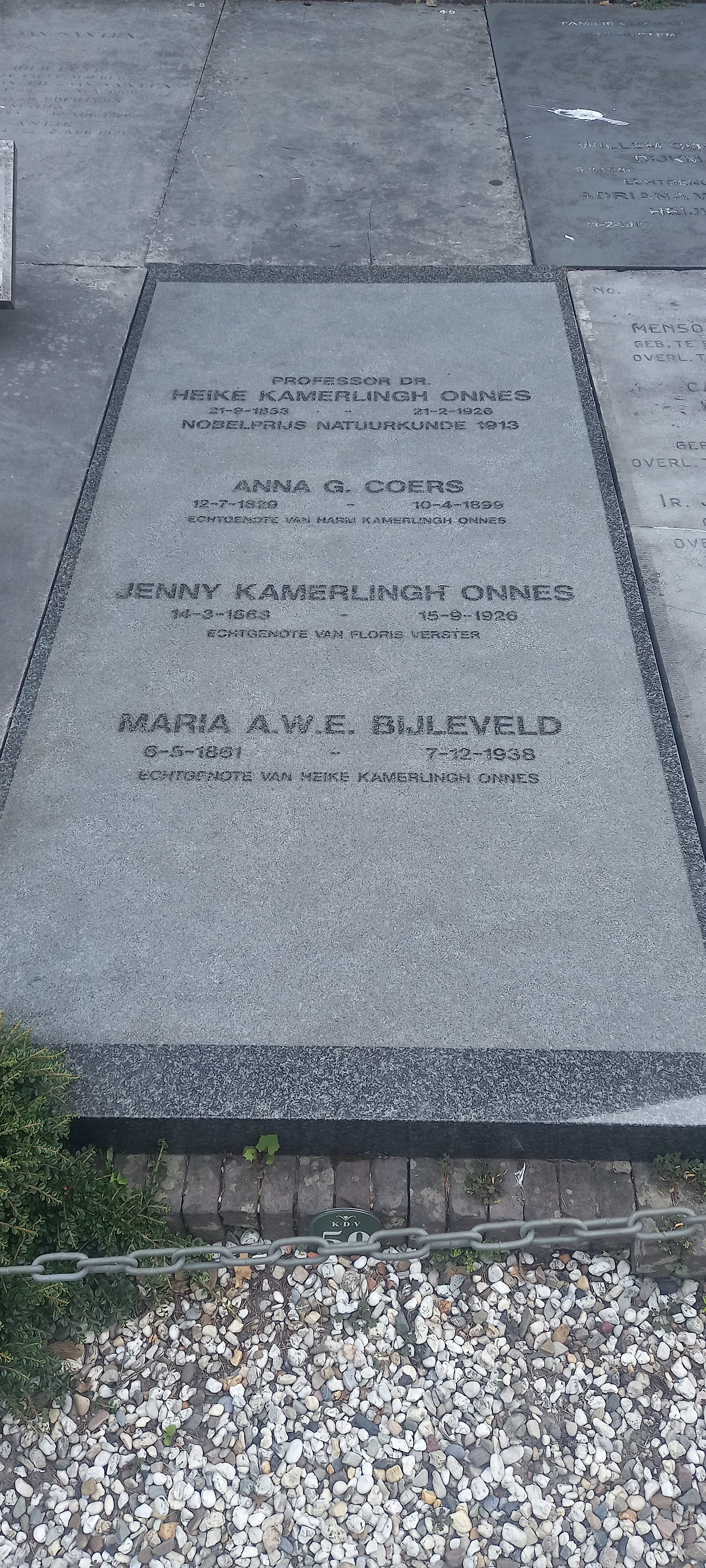
Das Grab von Heike Kamerlingh Onnes und seiner Ehefrau Maria Adriana Wilhelmina Elisa Bijleveld auf dem reformierten Friedhof von Voorschoten

Heike Kamerlingh Onnes (* 21. September 1853 in Groningen; † 21. Februar 1926 in Leiden) war ein niederländischer Physiker und Nobelpreisträger für Physik.

## Leben
Kamerlingh Onnes wurde als Sohn des Ziegelsteinfabrikanten Harm Kamerlingh Onnes (* 24. Juni 1819 in Groningen; † 5. Oktober 1880 in Dunsborg) und dessen Frau Anna Gerdina Coers (* 12. Juli 1829 in Arnhem; † 10. April 1899 in Zoeterwoude) geboren. Er besuchte die höhere Bürgerschule in Groningen, begann 1870 sein Studium an der Reichsuniversität Groningen und wechselte für einige Semester von 1871 bis 1873 an die Universität Heidelberg (bei Gustav Robert Kirchhoff und Robert Wilhelm Bunsen), wo er einen Seminarpreis erringen konnte. Am 12. Juli 1879 promovierte er mit der Abhandlung Nieuwe bewijzen voor de aswenteling der aarde („Neue Beweise für die Drehung der Erde“) zum philosophischen Doktor der Physik. 1878 war er Assistent an der polytechnischen Schule in Delft, 1882 wurde er zum Professor der experimentellen Physik an die Universität Leiden berufen. Diese Aufgabe übernahm er am 11. November 1882 mit der Einführungsrede Over de beteekenis van het quantitatief onderzoek in de natuurkunde („Über die Bedeutung der quantitativen Forschung in der Physik“). Hier arbeitete er eng mit dem Theoretiker Hendrik Antoon Lorentz zusammen. 1903/04 amtierte er als Rektor der Universität Leiden. 1883 wurde er in die Königlich Niederländische Akademie der Wissenschaften (KNAW) aufgenommen. 1916 wurde er zum auswärtigen Mitglied der Royal Society gewählt, 1920 der National Academy of Sciences und der Académie des sciences. 1921 wurde er Ehrenmitglied (Honorary Fellow) der Royal Society of Edinburgh und 1922 korrespondierendes Mitglied der Preußischen Akademie der Wissenschaften sowie 1925 sowohl Mitglied der Leopoldina als auch korrespondierendes auswärtiges Mitglied der Akademie der Wissenschaften der UdSSR. Der American Philosophical Society gehörte er seit 1914 als gewähltes Mitglied an.
Kamerlingh Onnes heiratete am 8. September 1887 in Den Haag Maria Adriana Wilhelmina Elisa Bijleveld (* 6. Mai 1861 in Brielle; † 7. Dezember 1938 in Leiden), die Tochter des Den Haager Richters Rudolf Theodoor Bijleveld (* 22. September 1835 in Den Haag; † 7. März 1920 ebenda) und der Jacoba Wilhelmina Hartman (* 14. Oktober 1837 in Den Haag; † 27. Februar 1906 ebenda). Aus der Ehe kennt man den Sohn Albert Harm Kamerlingh Onnes (* 5. Juli 1888 in Zoeterwoude; † 25. Mai 1956 in Den Haag), verh. am 5. Februar 1920 in Den Haag mit Janette Casperine Marianne Bijleveld (* 5. Januar 1900 in Streatham; † 13. Dezember 1967 in Elspeet).

## Leistungen
Kamerlingh Onnes’ Hauptarbeitsgebiet war die Verflüssigung von Gasen und Ermittlung der damit zusammenhängenden Korrekturglieder des Druckes und des Volumens in der Van-der-Waals-Gleichung. Hierzu bedurfte es der Kenntnis der Gase über ein möglichst großes Temperaturintervall, insbesondere im Bereich der tiefen Temperaturen. 1891 gelang es ihm als Erstem, flüssige Luft in größerem Maßstab (6–8 Liter pro Stunde) herzustellen. Ab 1894 verfügte Kamerlingh Onnes über ein Kältebad von flüssigem Sauerstoff (90,18 K = −182,97 °C) und ab 1906 über flüssigen Stickstoff (77,35 K = −195,80 °C).
Am 10. Juli 1908 stellte er als erster flüssiges Helium (Siedepunkt: 4,22 K = −268,93 °C) her und kühlte es weiter auf 0,95 K (−272,3 °C) ab.
Für die Van-der-Waals-Gleichung schlug Kamerlingh Onnes eine Reihenentwicklung vor, die sich auch auf Gasgemische und auf Gemische von Gasen und Flüssigkeiten erstrecken sollte. Hierzu mussten als Korrekturglieder auch die molekularen Anziehungskräfte, die Kapillarität und die Viskosität einbezogen werden. Das Arbeitsprogramm der Forschungsgruppe in Leiden erweiterte sich dementsprechend um Phänomene wie die elektrische Leitfähigkeit bei tiefen Temperaturen und die Temperaturabhängigkeit des Thermoeffektes.
Am 8. April 1911 machte Kamerlingh Onnes bei Experimenten mit flüssigem Helium die Entdeckung, dass bei Unterschreiten der Sprungtemperatur von 4,183 K, also etwas unterhalb des Siedepunkts von Helium, in Quecksilber der Widerstand für elektrischen Strom verschwindet. Damit hatte Kamerlingh Onnes die Supraleitung entdeckt.
Um 1911 machte Kamerlingh Onnes ferner die Entdeckung, dass sich flüssiges Helium (4He-II) als dünner Film (sog. Rollin-Film) an Gefäßwänden langsam aufwärts bewegt. Dieses Phänomen wird als Onnes-Effekt bezeichnet. Damit hatte Kamerlingh Onnes eine wesentliche Eigenschaft der Suprafluidität erkannt.
1913 erhielt er den Nobelpreis für Physik „für seine Untersuchungen der Eigenschaften von Materie bei tiefen Temperaturen, die unter anderem zur Herstellung von flüssigem Helium führten“. Im Jahr 1925 wurde er zum Mitglied der Leopoldina gewählt.

## Zitate
„Door meten tot weten“ – „Durch Messen zum Wissen“, das Motto seines Labors.

## Sonstiges
Nach Heike Kamerlingh Onnes ist ein Mondkrater auf der Mondrückseite benannt.